# موکیل
موکیل که به زبان محلی موئوکیلوآ نامیده می‌شود یک آب‌سنگ حلقوی و یکی از ۶ جزیره بیرونی تقسیمات کشوری در ایالت پوناپی در ایالات فدرال میکرونزی است. نزدیک به ۲۰۰ نفر در خشکی با حدود ۱ کیلومتر مربع مساحت در آن زندگی می‌کنند.

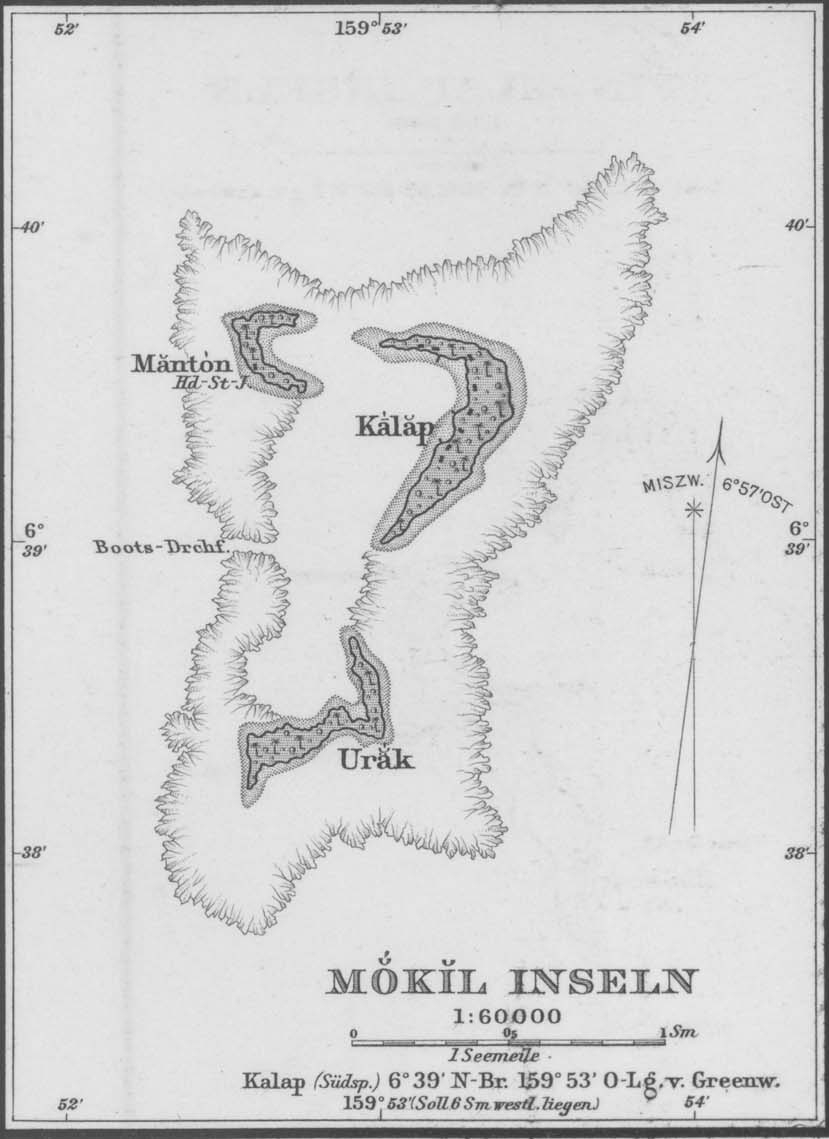
یک نقشه از موکیل در سال ۱۸۹۹

این آب‌سنگ حلقوی در گذشته به «جزیره وِلینگتون» شناخته می‌شده‌است.